# Need for Speed: Heat
Need for Speed: Heat è un videogioco di corse sviluppato dalla Ghost Games e pubblicato dalla Electronic Arts per Microsoft Windows, PlayStation 4 e Xbox One. È il ventiquattresimo capitolo della serie Need for Speed e commemora il suo venticinquesimo anniversario. Il gioco è stato pubblicato in tutto il mondo l'8 novembre 2019.

## Trama
Il gioco è ambientato nella città di Palm City, nella quale si sta svolgendo lo Speedhunters Showdown, una competizione legale nella quale i piloti si sfidano durante il giorno sulle strade cittadine chiuse al traffico. Di notte, tuttavia, molti piloti si sfidano in pericolose gare clandestine; per questo motivo la polizia di Palm City ha istituito la High Speed Task Force, un'unità speciale guidata dal tenente Frank Mercer (Josh Coxx) che ha l'obiettivo di inseguire e arrestare tutti i piloti clandestini della città. Cinque notti prima dell'inizio della storia la giovane pilota di strada Ana Rivera (Ana Marte) è impegnata in una gara clandestina con la sua crew, composta da Joe e Richie. Durante la gara, tuttavia, diversi poliziotti, tra i quali l'agente speciale Shaw (Josh Collins), si mettono all'inseguimento dei piloti. Richie, spaventato, decide di abbandonare la gara, mentre Ana e Joe continuano fino al traguardo. Poco dopo la fine della gara, tuttavia, quest'ultimo viene speronato da Shaw, distruggendo la sua auto. Mentre Shaw sta arrestando Joe sopraggiungono anche Mercer e la sua vice Eva Torres (Shontae Saldana). Mercer vorrebbe uccidere il ragazzo, ma viene convinto a desistere da Torres e lo abbandona lungo la strada. Joe, terrorizzato, decide di abbandonare la città insieme a Richie, sancendo così la fine della crew di Ana.
Cinque giorni dopo il giocatore arriva nell'officina di Lucas Rivera (Jonny Cruz) con l'obiettivo di acquistare un'auto e partecipare allo Speedhunters Showdown. Dopo avergli venduto un'auto, Lucas suggerisce al giocatore di testarla in un evento legale su strada e gli presenta Dex, un pilota veterano della scena legale di Palm City. Dopo aver preso parte ad alcune gare diurne, il giocatore incontra Ana, che si rivela essere la sorella di Lucas, che lo introduce alla scena notturna di Palm City. La ragazza spiega al giocatore che il suo obiettivo è entrare a far parte della League, un esclusivo gruppo composto dai migliori piloti clandestini della città, e gli propone di formare una crew. Per arrivare alla League, i due devono farsi un nome nella scena notturna di Palm City, vincendo gare e sconfiggendo altre crew. La prima crew che i due decidono di affrontare sono gli Speed Boys, che vengono affrontati e sconfitti in una gara due contro due. Per festeggiare la vittoria il giocatore e Ana si fermano a mangiare in una stazione di servizio, ma alla loro uscita scoprono che l'agente Shaw ha sequestrato la Nissan 350Z di Ana.
La crew successiva da affrontare sono i Dreamkillers. Il giocatore è però costretto ad affrontarli da solo, in quanto Ana, recatasi al deposito confische, ha scoperto che non c'è traccia della sua auto. Dopo aver sconfitto due membri della crew, il giocatore, con Ana al suo fianco, sconfigge anche il capo. Al termine della gara i due si imbattono casualmente nell'auto di servizio di Shaw, parcheggiata di fronte a un ristorante. Ana, per vendicarsi, decide di rigare la portiera dell'auto, ma finisce con l'assistere ad un incontro segreto durante il quale Shaw consegna dei soldi a Torres, svelando così che la task force è impegnata in un qualche tipo di attività illegale contro i piloti clandestini. Contemporaneamente il giocatore continua a correre durante il giorno nello Speedhunters Showdown e, tramite Lucas, conosce Wayne, uno dei migliori piloti di drift della città, che lo introduce alle gare di drift. Nel frattempo è giunto il momento della sfida finale con i Dreamkillers. Ana, per non perdersi la corsa, decide di prendere di nascosto la vecchia Chevrolet Camaro del 1967 di suo padre, tenendo la cosa nascosta a Lucas. Poco dopo la partenza la gara viene interrotta dall'arrivo di Shaw, che si mette all'inseguimento di Ana, tentando più volte di speronare la sua auto. Grazie all'intervento del giocatore è però Shaw a finire speronato. 
Il mattino seguente Lucas scopre che Ana ha preso la Camaro e che questa è stata gravemente danneggiata; tra i due nasce un acceso diverbio che spinge Ana a fuggire dall'officina infuriata. Dal notiziario si scopre inoltre che Shaw è in fuga dopo che nella sua auto di servizio, distrutta durante l'inseguimento della notte precedente, sono state trovate diverse banconote che hanno svelato la corruzione dell'agente. Poco dopo il giocatore e Ana vengono invitati ad un incontro da un informatore segreto che si rivela essere Torres. La poliziotta ammette che la task force è corrotta e chiede ai due aiuto per fermare Mercer, fornendo l'indirizzo di un magazzino situato nel porto di Palm City. Qui i due scoprono che i membri della task force nascondono le auto sequestrate ai piloti clandestini, per poi caricarle sulle navi e venderle all'estero. Ana capisce inoltre che la sua auto è stata ormai spedita. Nel frattempo Lucas chiede aiuto al giocatore per riparare la Camaro e lo invia da un gruppo di piloti di fuoristrada itineranti guidato da una donna di nome Roshni per recuperare una griglia. Grazie alla conoscenza di Roshni il giocatore viene introdotto alle gare fuoristrada. Contemporaneamente la League ha finalmente notato il giocatore e Ana e organizza un incontro con due suoi membri, Manta e Haley. I quattro organizzano un incontro ma vengono sorpresi dalla polizia; il giocatore e Ana riescono a fuggire, ma si sono messi contro la League, convinta che i due abbiano tentato di ingannarla.
Tornati al garage scoprono inoltre che Mercer ha picchiato e legato Lucas. Vedendosi una pistola puntata contro vengono caricati sull'auto di servizio di Mercer, probabilmente per essere messi a tacere, ma vengono salvati proprio da Lucas che lo sperona con la Camaro; prima di fuggire, inoltre, Ana riesce a portare con sé il computer di Mercer. Braccati dalla polizia i tre si rifugiano in un'officina in campagna di proprietà di Lucas, nella quale si recava segretamente di tanto in tanto. Grazie all'aiuto di Roshni, il gruppo riesce a sbloccare il computer e a inviare al notiziario locale i file che provano che Mercer è corrotto. Sospeso dal servizio e indagato per estorsione e furto d'auto su larga scala, Mercer si nasconde le magazzino al porto per spedire le ultime auto sequestrate e preparare la sua stessa fuga. Nel frattempo, riottenuta la fiducia della League, il giocatore e Ana progettano il piano finale per affossare il poliziotto. Insieme ad alcuni membri della League, il giocatore, Ana e Lucas (alla guida di una Porsche 911 tenuta nascosta nel garage in campagna) danno vita a un lungo inseguimento che si conclude proprio al porto, dove gli agenti corrotti vengono colti sul fatto. Mercer, ormai con le spalle al muro, si dà alla fuga con una BMW M3 GTR (la stessa auto protagonista di Need for Speed: Most Wanted) ma viene fermato dal giocatore e Ana. Raggiunto da Torres, che gli rivela essere stata lei a dare le informazioni al giocatore e ad Ana, la minaccia di portarla a fondo con lui. In tutta risposta Torres gli punta addosso la pistola, ma la scena si interrompe prima che si possa vedere il destino dell'ex capo della task force. Il giorno successivo il telegiornale annuncia la morte di Mercer, precisando però che il suo corpo non è stato ritrovato, e che è stato sostituito proprio da Torres. Il giocatore ed Ana sono finalmente entrati a far parte della League e Lucas ha deciso di regalarle la Camaro, riparata completamente per la seconda volta.

## Caratteristiche
Need for Speed: Heat è un videogioco di corse ambientato nell'ambiente open world di Palm City, versione immaginaria della città statunitense di Miami. La mappa di gioco è molto variegata e include vari ambienti come aree cittadine, aree montuose e zone boschive. A differenza di Need for Speed: Payback il gioco non include un ciclo giorno-notte di 24 ore, ma il giocatore può passare manualmente dal giorno alla notte e viceversa. Durante il giorno il giocatore prende parte a eventi legali nei quali si corre su strade chiuse al traffico, ottenendo come ricompensa soldi da spendere nell'acquisto e nella personalizzazione delle auto. Durante la notte, invece, il giocatore prende parte a gare clandestine nelle quali la ricompensa è la reputazione (chiamata anche REP), che permette di sbloccare nuove auto e nuove modifiche. Durante le gare notturne, inoltre, il giocatore deve anche evitare di essere catturato dalla polizia, che diventa più aggressiva man mano che si guadagna reputazione.
Il gioco include 127 auto di 33 costruttori diversi; l'unico nuovo costruttore è Ferrari che fa ritorno nella serie dopo essere stata assente in Payback per problemi con le licenze. Per quanto riguarda il potenziamento, il meccanismo delle speedcard di Payback, che aveva ricevuto aspre critiche, è stato sostituito da un sistema simile a quello di Need for Speed, nel quale i vari potenziamenti vengono sbloccati all'aumentare della reputazione.
Il 19 agosto 2019 EA ha pubblicato un'app per dispositivi iOS e Android nota come NFS Heat Studio, tramite la quale si possono personalizzare le varie auto e in seguito importarle nel gioco

## Accoglienza
| Testata                          | Versione  | Giudizio |
| -------------------------------- | --------- | -------- |
| Metacritic (media al 04-09-2022) | PC        | 72/100   |
| Metacritic (media al 04-09-2022) | PS4       | 72/100   |
| Metacritic (media al 04-09-2022) | XONE      | 74/100   |
| Game Informer                    | PS4       | 9.75/10  |
| GameSpot                         | PS4       | 8/10     |
| GamesRadar+                      | PS4       | [ 9 ]    |
| Hardcore Gamer                   | PS4 Pro   | [ 10 ]   |
| IGN                              | PS4, XONE | 8/10     |
| PC Gamer                         | PC        | 84/100   |
| USgamer                          | PS4       | [ 13 ]   |
| VG247                            | PS4       | [ 14 ]   |